# Cratere Sacrobosco
Sacrobosco è un cratere lunare di 97,67 km situato nella parte sud-orientale della faccia visibile della Luna.

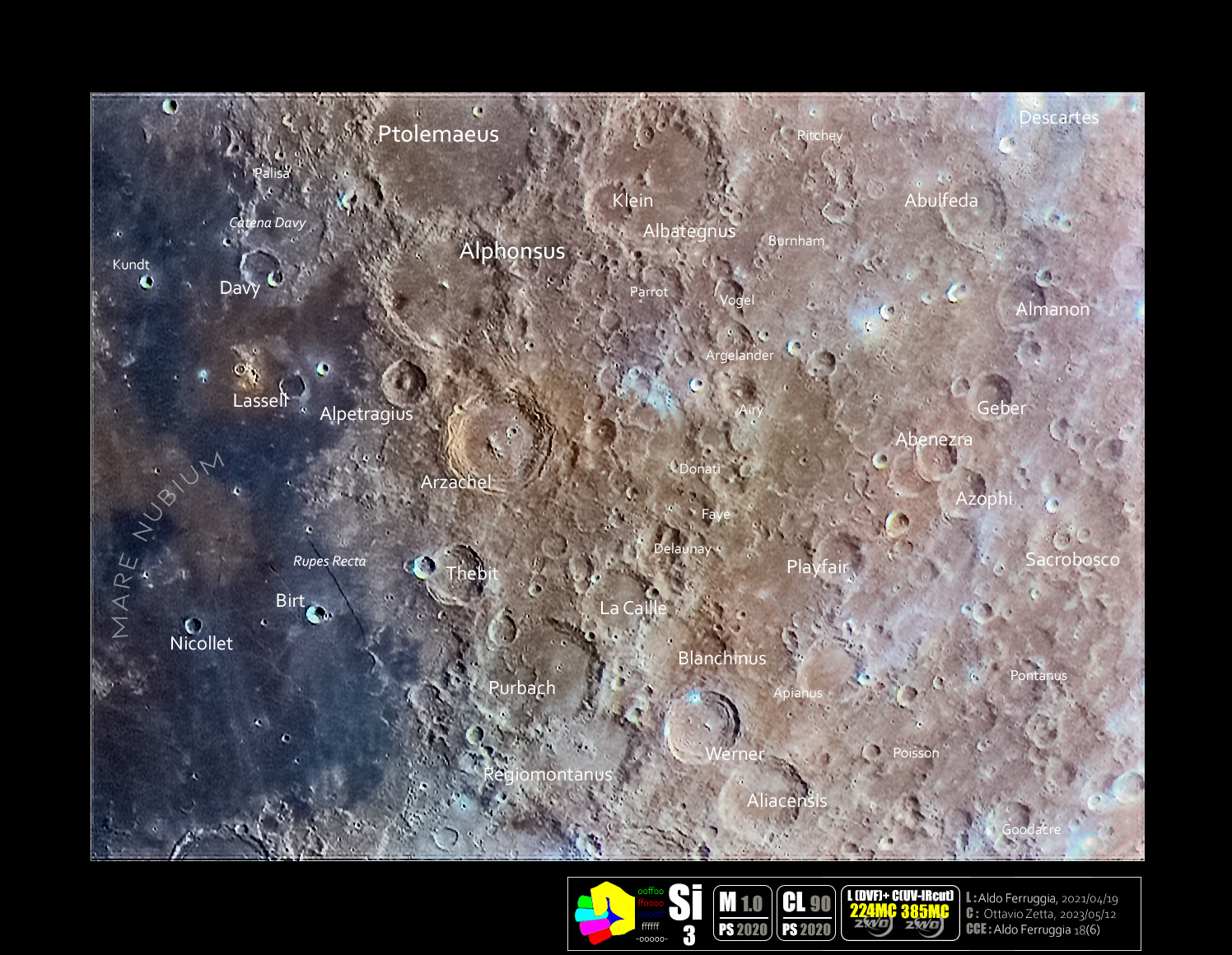
Il cratere (a destra) con le strutture vicine in una Immagine Selenocromatica(Si)